# Де юре
Де юре (от лат. de jure) е израз, който означава по право (по закон), според закона, съгласно със закона, от юридическа гледна точка. Често се използва за разграничаване от де факто (лат. de facto − на практика, фактически), по отношение на закони, управление или техника (като стандартизация), които се възприемат като създадени или развити без официални правила или в противоречие с тях.
По отношение на правна ситуация, де юре означава написаното в закона, а де факто означава какво се случва на практика.